# I Am Colossus
I Am Colossus è un singolo del gruppo musicale svedese Meshuggah, pubblicato il 20 marzo 2012 come unico estratto dal settimo album in studio Koloss.
Nel mese di aprile dello stesso anno è stato reso disponibile anche una versione remix, incluso in seguito nell'edizione 7" del singolo.

## Tracce
Download digitale
1. I Am Colossus – 4:43

7" (Stati Uniti)
- Lato A

1. I Am Colossus – 4:43

- Lato B

1. I Am Colossus (Engine-EarZ & Foreign Beggars Remix) – 4:43

## Formazione
- Jens Kidman – voce
- Fredrik Thordendal – chitarra
- Mårten Hagström – chitarra
- Dick Lövgren – basso
- Tomas Haake – batteria